# 凤歧坪乡
凤歧坪乡，是中华人民共和国湖南省衡陽市祁东县下辖的一个乡镇级行政单位。

## 行政区划
凤歧坪乡下辖以下地区：
凤歧坪村、庙安村、龙塘村、菜山冲村、光祖堂村、灵官庙村、锁石村、药场村、天狮庙村、矛亭子村、漆家冲村、黄泥塘村和韭菜坪村。